# 피터 D. 미첼
피터 데니스 미첼(영어: Peter Dennis Mitchell, 1920년 9월 29일~1992년 4월 10일) FRS은 ATP 합성의 화학삼투 메커니즘 이론으로 1978년에 노벨 화학상을 수상한 영국의 생화학자이다.

## 교육과 초기 생애
피터 미첼은 1920년 9월 29일 영국의 서리주 미참에서 태어났다. 그의 부모는 공무원인 크리스토퍼 깁스 미첼(Christopher Gibbs Mitchell)과 케이트 비어트리스 도로시 탈핀(Kate Beatrice Dorothy Taplin)이었다. 그의 삼촌은 조지 윔피의 회장인 고드프리 웨이 미첼 경이었다. 피터 미첼은 퀸스 칼리지, 톤턴과 지저스 칼리지, 케임브리지에서 교육을 받았으며 생화학을 전문으로 하는 자연과학 트리포스를 이수했다.
피터 미첼은 1942년에 케임브리지 대학교 생화학과의 연구직으로 임명되었고, 1951년에 페니실린의 작용 방식에 대한 연구로 박사 학위를 받았다.

## 경력 및 연구
1955년에 피터 미첼은 마이클 스완 교수의 초청을 받아 에든버러 대학교 동물학과에 화학생물학부라는 생화학 연구 부서를 설립했다. 여기서 그는 1961년에 조교수로 임명되었고, 1962년에 부교수로 임명되었지만 그의 연구에 대한 제도적 반대와 건강 악화로 인해 1963년에 사임했다.
1963년부터 1965년까지 그는 콘월주 보드민 근처 카디넘에 있는 글린 하우스로 알려진 리젠시 건물의 복원 작업을 감독했으며, 그 대부분을 연구 실험실로 사용하기 위해 개조했다. 피터 미첼과 그의 전 연구 동료인 제니퍼 모일은 글린 하우스에서 기초 생물학 연구를 촉진하기 위한 글린 리서치(Glynn Research Ltd.)라는 기관을 설립하고 화학삼투 반응과 반응 시스템에 관한 연구 프로그램을 수행했다.

### 화학삼투 가설
1960년대에는 ATP가 생명의 에너지 화폐로 기능한다고 알려져 있었으나 미토콘드리아에서 ATP가 생성되는 메커니즘은 기질수준 인산화에 의한 것으로 추정되었다. 미첼의 화학삼투 가설은 산화적 인산화의 실제 과정을 이해하는 기초가 되었다. 당시에는 산화적 인산화에 의한 ATP 합성의 생화학적 메커니즘이 알려져 있지 않았다.

화학삼투에서 이온은 막을 가로질로 전기화학적 기울기에 따라 이동한다.

미첼은 전기화학적 퍼텐셜을 통한 이온의 이동이 ATP를 생성하는 데 필요한 에너지를 제공할 수 있다는 것을 깨달았다. 그의 가설은 1960년대에 잘 알려진 정보로부터 도출되었다. 그는 살아 있는 세포가 막 전위(환경에 대해 세포 안쪽이 음성)를 가지고 있다는 것을 알고 있었다. 따라서 막을 통과하는 하전된 이온의 이동은 전기력(양전하와 음전하 사이의 인력)의 영향을 받는다. 이들의 움직임은 또한 물질의 농도가 높은 곳에서 낮은 곳으로 확산되는 경향인 열역학적 힘의 영향을 받는다. 그는 계속해서 ATP의 합성이 이러한 전기화학적 기울기와 짝지어져 있음을 보여주었다.

ATP 생성효소의 발견은 미첼의 가설을 입증했다. 오늘날 H^{+} 이온의 화학삼투가 ATP 합성과 다른 생화학적 과정에 에너지를 제공한다는 사실은 잘 알려져 있다.

그의 가설은 ATP를 만들기 위해 전기화학적 기울기의 위치 에너지를 사용하는 막 결합 단백질인 ATP 생성효소의 발견으로 확증되었다. 그리고 이러한 발견으로 인해 앙드레 야겐도르프는 엽록체의 틸라코이드 막을 경계로 생성되는 pH의 차이로 인해 ATP가 합성된다는 사실을 발견했다.

#### 양성자 구동 Q 회로
나중에 피터 미첼은 전자전달계의 복잡한 세부 사항 중 일부에 대한 가설도 세웠다. 그는 양성자 구동력과 그에 따른 ATP 합성에 기여하는 퀴논 기반 전자 분기와 양성자 펌핑의 짝지음을 생각했다.

### 수상 및 영예
1978년에 피터 미첼은 "화학삼투 이론의 공식화를 통해 생물학적 에너지 전달에 대한 이해에 기여한 공로"로 노벨 화학상을 수상했다. 그는 1974년에 왕립학회 회원(FRS)으로 선출되었다.

## 같이 보기
- 화학삼투
- 산화적 인산화